# Dekameron (1971.)
Dekameron (tal. Il Decameron) je liberalna talijanska pustolovna humorna drama iz 1971. koju je režirao Pier Paolo Pasolini, a kojemu je to 13. film. Radi se o ekranizaciji istoimenog romana kojeg je napisao Giovanni Boccaccio. Od 100 originalnih novela, za film je odabrano 9 priča koje slave mladost i užitak u životu.

## Radnja
14. stoljeće. Mladi sicilijanac Andreuccio u Napulju sretne podlu ženu koja ga prijevarom uvjeri da je ona njegova izgubljena sestra. Ona ga odvede u svoju kuću, te, kada se on skine kako bi mogao zaspati, opljačka i izbaci van. No Andreuccio tada sretne dva pljačkaša grobova te se obogati... Žena u vazi skriva ljubavnika od svojeg supruga koji se ranije vratio kući... Veoma zao čovjek odlazi u selo kako bi pokupio poreze, ali se razboli i na samrti svećenicima ispriča lažnu ispovijed o tome kako je bio jako plemenit, a ovi povjeruju te ga nakon smrti proglase svecem… Neki siromašni mladić glumi da je nijem te tako dobiva posao vrtlara u samostanu. No opatice su čule da je spolni odnos najveći užitak pa odluče sve spavati s mladićem pošto misle da on ionako ne bi mogao nikome reći jer ne zna govoriti. No njemu je ubrzo to previše posla pa progovori da ga puste na miru… 
Slikar pravi fresku u crkvi… Djevojka Caterina postavi svoj krevet na otvorenom krovu kako bi ju mogao posjetiti dečko. S njim izgubi djevičanstvo, a ujutro ih ulove roditelji… Trojica braće se žele osvetiti ljubavniku njihove sestre… Svećenik želi zavesti ženu svojeg prijatelja. Zato ga prevari da će mu ženu po danu pretvoriti u mazgu kako bi mu pomogao na farmi a po noći natrag u suprugu. Naravno, po danu mu nabavi mazgu a ženu planira za sebe … Dvoje religioznih prijatelja naprave dogovor – onaj koji umre prvi će se javiti onom drugom da javi kako je nakon smrti. Jedan doista umre i kao duh se vrati ovom drugom te mu objavi da spolni odnos nije grijeh, na što ovaj sretno potraži ženu.

## Glume
- Franco Citti - Ciappelletto
- Ninetto Davioli - Andreuccio
- Jovan Jovanović - Rustico
- Vincenzo Amato - Masetto da Lamporecchio
- Angela Luce - Peronella

- Franco Citti
- Vincenzo Amato

## Nagrade
- Nominacija za Zlatnog medvjeda u Berlinu (osvojen Srebrni medvjed kao posebna nagrada žirija).

## Zanimljivosti
- Film je prvi u nizu Pasolinijeve “triologije života” u kojoj je napravio počast životu i užitku. Druga dva su “Canterburyske priče” i “Cvijet 1001 noći”.
- Poput i većine Pasolinijevih filmova, i "Dekameron" sadrži puno neprofesionalnih glumaca kako bi djelovao autentičniji.

## Kritike
Kritičari su većinom hvalili film. U svojoj recenziji John Nesbit je utvrdio: "Pasolini satirizira licemjerne svećenike kako bi pokazao da su oni jednako krhki i ljudski poput većine ljudi - jedan maštoviti svećenik planira zavesti suprugu svojeg prijatelja isped njegovog nosa s lažnim pričama o čaroliji. Pasolinijeva sklonost Marksizmu se također javlja kada se kritizira klasna razlika između dva mlada para koja se prepuste slobodnom seksu, a koji po zakonu i tradiciji može rezultirati smrtnom kaznom. Kada Catarinin otac iz srednje klase uhvati svoju golu kćerku na terasi s bogatim ljubavnikom Ricciardom, inzistira da se njih dvoje ožene. No s druge strane kada Elisabettina braća trgovci nju uhvate sa siromašnim slugom Lorenzom, oni ga ubiju...Na kraju, slikar shvati da najviše nagrađuje sam kreativni proces, dok se pita hoće li njegov trud uopće imati ikakvog trajnog učinka. Ova jednostavna priča ilustrira istodobno Pasolinijevu privlačnost prema ljepoti svijeta dok se istodobno osjeti i njegov očaj i razočarenje s njim".
Leo Goldsmith je također hvalio film: "Na kraju filma se slikar upita: "Zašto stvarati umjetnost kada je puno slađe sanjati o njoj?" Tako se na kraju ovog gotovo veselog filma, u kojemu su svaki grijeh i smrt predstavljeni kao stvari od male važnosti, javlja gotovo gorak predznak. Završavajući svoj film s tim pitanjem, Pasolini možda preispituje svoj vlastiti san, svoje idealiziranje ovog lijepog, čudnog svijeta koji je stvorio i u kojem seljaci i umjetnici i djevica Marija žive u jednoj božanstvenoj harmoniji". Jonathan Rosenbaum je pak bio suzdržaniji i napisao: "Radeći s talijanskim klasikom, Pasolini se ne brine transformirati svoj materijal, makar je ono što se dobije zabavno, iako samo mlako - više nešto poput Playboyevih "Ribaldinih priča". 

## Vanjske poveznice
- Dekameron u internetskoj bazi filmova IMDb-a
- Recenzije na Rottentomatoes.com
- Kratki opis Pasolinijevih filmova  Arhivirana inačica izvorne stranice od 18. studenoga 2006. (Wayback Machine)
- Esej o filmu  Arhivirana inačica izvorne stranice od 20. lipnja 2006. (Wayback Machine)